# Гвоздниця
Гвоздниця — (словац. Hvozdnica), село (обец) в складі Окресу Битча розташоване в Жилінському краї Словаччини. Перша згадка про село датована 1250 роком.
Обец Гвоздниця розташований в історичному регіоні Словаччини — Під'яворницькому підвищенні (Podjavorníckej vrchovine) в його південній частині орієнтовне розташування — супутникові знімки [Архівовано 25 серпня 2011 у WebCite]. Обец розтягнувся по всій долині Штавніцького потоку та закінчується на межі Мікшовського водосховища на Грічовському каналі й займає площу в 873 гектарів з 1139 мешканцями. Розміщений орієнтовно на висоті в 325 метрів над рівнем моря, відоме своїми природними, рекреаційними ресурсами.

## Населення
| Рік:            | 1994. | 2004.   | 2014.   | 2024.   |
| --------------- | ----- | ------- | ------- | ------- |
| Кількість осіб: | 1079  | 1139    | 1185    | 1235    |
| Різниця:        |       | +5,56 % | +4,03 % | +4,21 % |

| Рік:            | 2023. | 2024.   |
| --------------- | ----- | ------- |
| Кількість осіб: | 1226  | 1235    |
| Різниця:        |       | +0,73 % |